# Carbonate
Carbonate är en ort och kommun i provinsen Como i regionen Lombardiet i Italien. Kommunen hade 2 960 invånare (2018).